# Aljaksandr Ussenka
Aljaksandr Wassilewitsch Ussenka (belarussisch Аляксандр Васі́левіч Усенка, russisch Александр Васильевич Усенко/Alexander Wassiljewitsch Ussenko; * 11. Februar 1986 in Nischni Nowgorod, Russische SFSR, Sowjetunion) ist ein ehemaliger belarussischer Eishockeyspieler und heutiger Trainer mit der Staatsbürgerschaft der Vereinigten Arabischen Emirate, der zuletzt bis 2023 bei al-’Ain Theebs in der Emirates Ice Hockey League unter Vertrag stand. Sein Bruder Iwan ist ehemaliger belarussischer Nationalspieler.

## Karriere
Aljaksandr Ussenka, der zu Sowjetzeiten im russischen Nischni Nowgorod geboren wurde, begann seine Karriere als Eishockeyspieler in der russischen Perwaja Liga. 2014 wechselte er in die belarussische Extraliga. Dort wurde er 2013 und 2014 mit dem HK Njoman Hrodna sowie 2015 mit dem HK Schachzjor Salihorsk belarussischer Meister. Vor den Playoffs 2020 wechselte er in die Vereinigten Arabischen Emirate, wo er für al-’Ain Theebs spielte. Mit dem Klub aus der Oasenstadt im Emirat Abu Dhabi gewann er 2020 und 2022 die Emirates Ice Hockey League. 2023 beendete er seine Karriere.
Nach dem Karriereende kehrte er in seine belarussische Heimat zurück, wo er Nachwuchstrainer beim HK Homel wurde. 2025 wechselte er als Trainerassistent zu Slawutitsch Smolensk.

### International
Für Belarus nahm Ussenka zwischen 2007 und 2015 an insgesamt acht Länderspielen teil.
Nach seiner Einbürgerung vertrat er die Vereinigten Arabischen Emirate bei den Weltmeisterschaften der Division III 2022, als der erstmalige Aufstieg in die Division II gelang, und der Division II 2023.

## Erfolge und Auszeichnungen
- 2013 Belarussischer Meister mit dem HK Njoman Hrodna
- 2014 Belarussischer Meister mit dem HK Njoman Hrodna
- 2015 Belarussischer Meister mit dem HK Schachzjor Salihorsk
- 2020 Meister der Vereinigten Arabischen Emirate mit al-’Ain Theebs
- 2022 Meister der Vereinigten Arabischen Emirate mit al-’Ain Theebs

### International
- 2022 Aufstieg in die Division II, Gruppe B, bei der Weltmeisterschaft der Division III, Gruppe A
- 2022 Topscorer, bester Vorlagengeber und beste Plus/Minus-Bilanz bei der Weltmeisterschaft der Division III, Gruppe A
- 2023 Aufstieg in die Division II, Gruppe A, bei der Weltmeisterschaft der Division II, Gruppe B
- 2023 Bester Stürmer bei der Weltmeisterschaft der Division II, Gruppe B